# Marathon masculin aux championnats du monde d'athlétisme 1987
Navigation
Helsinki 1983 Tokyo 1991
L'épreuve du marathon masculin des championnats du monde d'athlétisme 1987 s'est déroulée le 6 septembre 1987 dans les rues de Rome, en Italie, avec une arrivée au Stade olympique. Elle est remportée par le Kényan Douglas Wakiihuri.

## Résultats
| Rang               | Athlète             | Pays                 | Temps           | Notes |
| ------------------ | ------------------- | -------------------- | --------------- | ----- |
| Médaille d'or      | Douglas Wakiihuri   | Kenya                | 2 h 11 min 48 s |       |
| Médaille d'argent  | Hussein Ahmed Salah | Djibouti             | 2 h 12 min 30 s |       |
| Médaille de bronze | Gelindo Bordin      | Italie               | 2 h 12 min 40 s |       |
| 4                  | Steve Moneghetti    | Australie            | 2 h 12 min 49 s |       |
| 5                  | Hugh Jones          | Royaume-Uni          | 2 h 12 min 54 s |       |
| 6                  | Juma Ikangaa        | Tanzanie             | 2 h 13 min 43 s |       |
| 7                  | Orlando Pizzolato   | Italie               | 2 h 14 min 03 s |       |
| 8                  | Ravil Kashapov      | Union soviétique     | 2 h 14 min 41 s |       |
| 9                  | Henrik Jørgensen    | Danemark             | 2 h 14 min 58 s |       |
| 10                 | Dirk Vanderherten   | Belgique             | 2 h 16 min 42 s |       |
| 11                 | Yakov Tolstikov     | Union soviétique     | 2 h 16 min 55 s |       |
| 12                 | Martin Vrabel       | Tchécoslovaquie      | 2 h 16 min 58 s |       |
| 13                 | Salvatore Bettiol   | Italie               | 2 h 17 min 45 s |       |
| 14                 | Mirko Vindiš        | Yougoslavie          | 2 h 18 min 09 s |       |
| 15                 | Tefera Guta         | Éthiopie             | 2 h 18 min 27 s |       |
| 16                 | Vicente Antón       | Espagne              | 2 h 19 min 00 s |       |
| 17                 | Herbert Steffny     | Allemagne de l'Ouest | 2 h 19 min 24 s |       |
| 18                 | Honorato Hernández  | Espagne              | 2 h 20 min 00 s |       |
| 19                 | Michael Spottel     | Allemagne de l'Ouest | 2 h 20 min 43 s |       |
| 20                 | Graham Macky        | Nouvelle-Zélande     | 2 h 20 min 43 s |       |

## Légende
Records et Performances
- AR : Record continental (area record)
- CR : Record des championnats (championship record)
- MR : Record du meeting (meet record)
- NR : Record national (national record)
- OR : Record olympique (olympic record)
- PR : Record paralympique (paralympic record)
- PB : Record personnel (personal best)
- SB : Meilleure performance personnelle de la saison (season's best)
- WL : Meilleure performance mondiale de l'année (world leader)
- WJR : Record du monde junior (world junior record)
- WR : Record du monde (world record)

Circonstances et Conditions
- DNF : N'a pas terminé (did not finish)
- DNS : N'a pas pris le départ (did not start)
- DQ : Disqualification (disqualification)
- NM : Aucun essai valable enregistré (No Mark)
- Q : Qualifié « directement » au prochain tour (ou à la prochaine compétition), lors d'une compétition majeure, grâce au classement ou à la réalisation des minima (automatic qualifier)
- q : Qualifié au prochain tour (ou à la prochaine compétition), lors d'une compétition majeure, grâce au repêchage ou à la réalisation de l'une des meilleures performances parmi celles des « non qualifiés directement » (grâce au meilleur temps ou à la meilleure distance par exemple) (secondary qualifier)